# Breguet (azienda)
Breguet è un'azienda svizzera produttrice di orologi, tra le più antiche e prestigiose del mondo. È una maison d'alta orologeria che non ha mai interrotto la sua attività dalla fondazione, avvenuta nel 1775, ad oggi.

## Storia

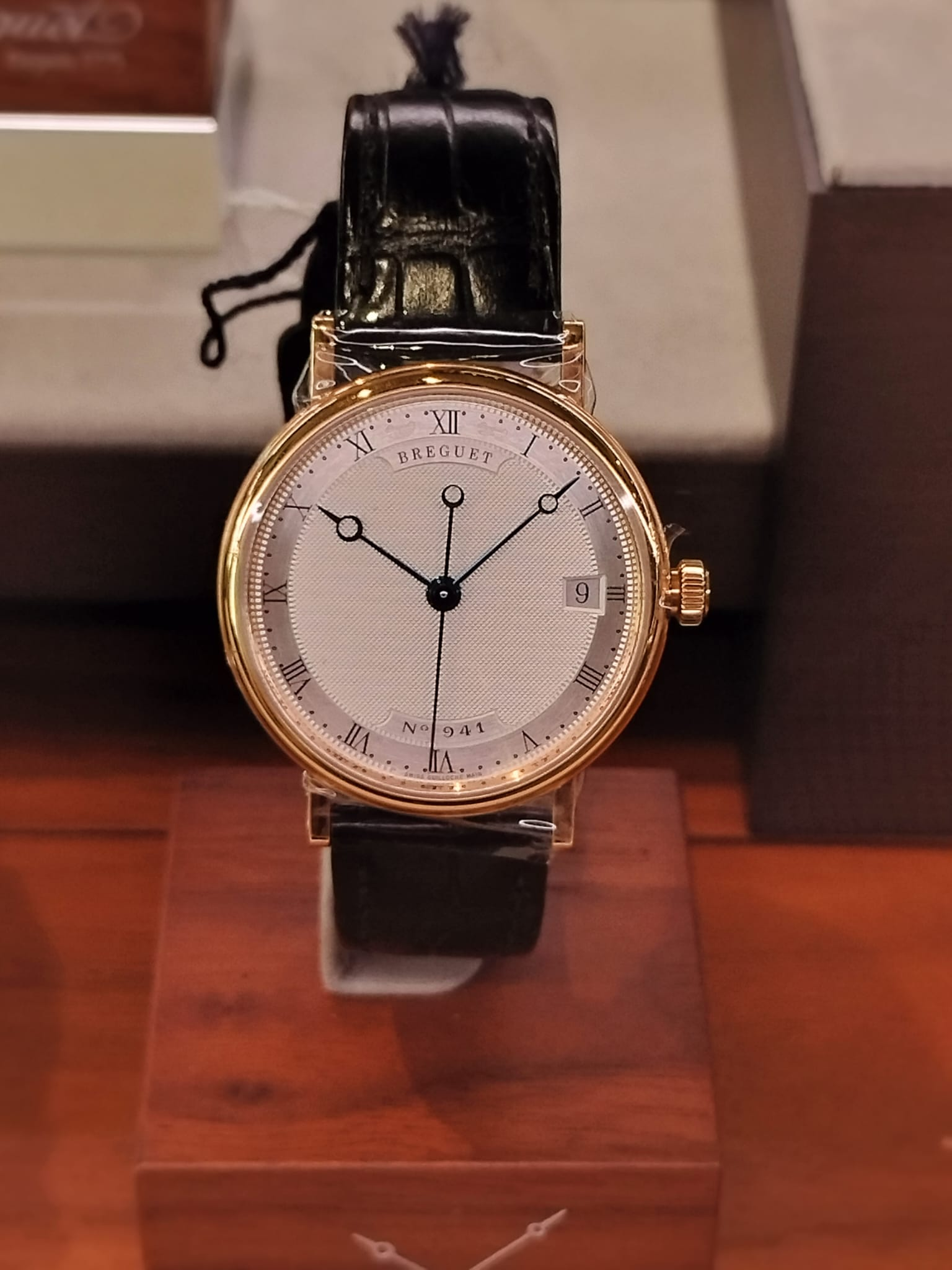
Breguet ref. 5177, con datario e secondi al centro.

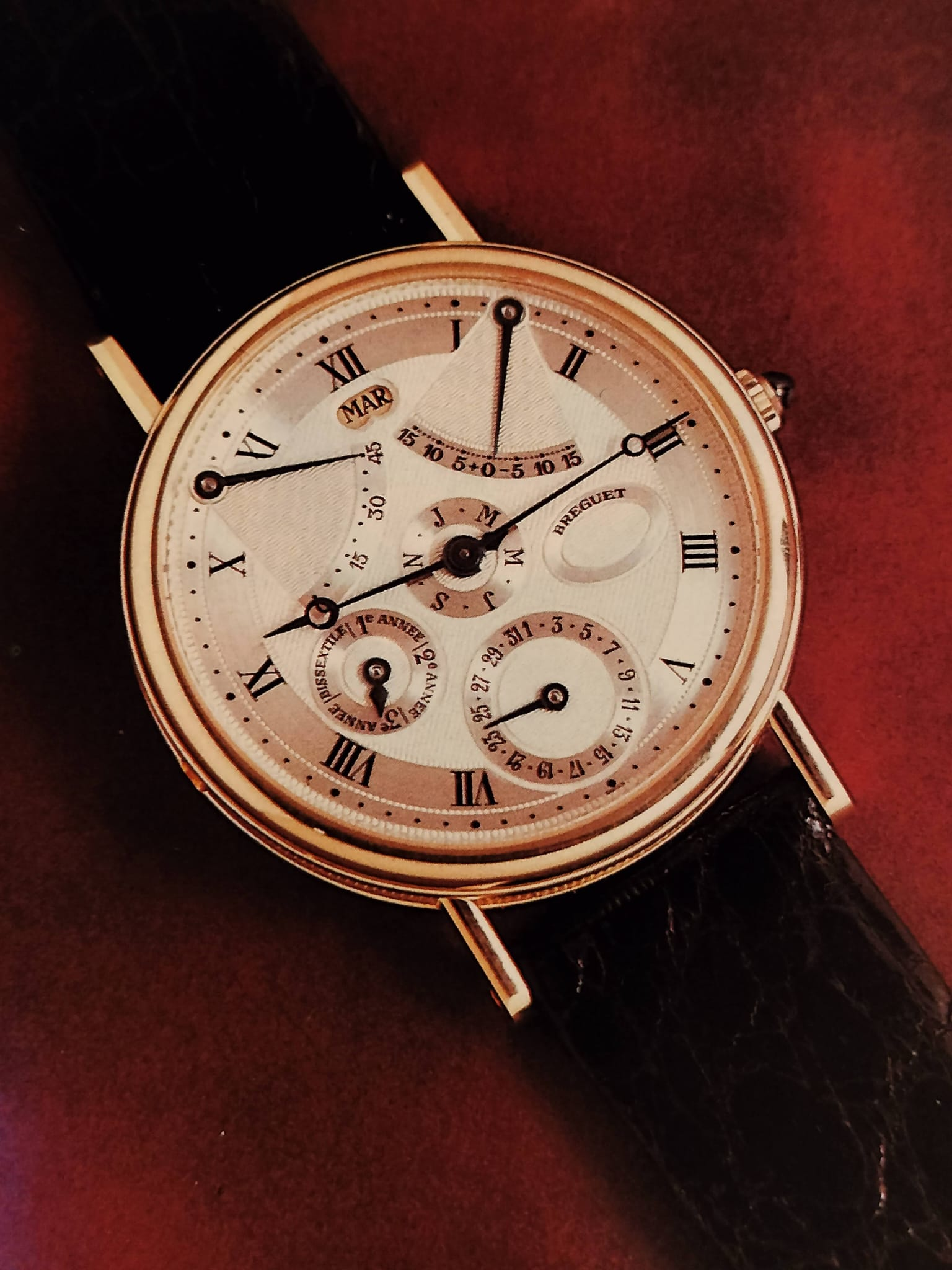
Breguet ref. 3477, con calendario perpetuo ed equazione del tempo.

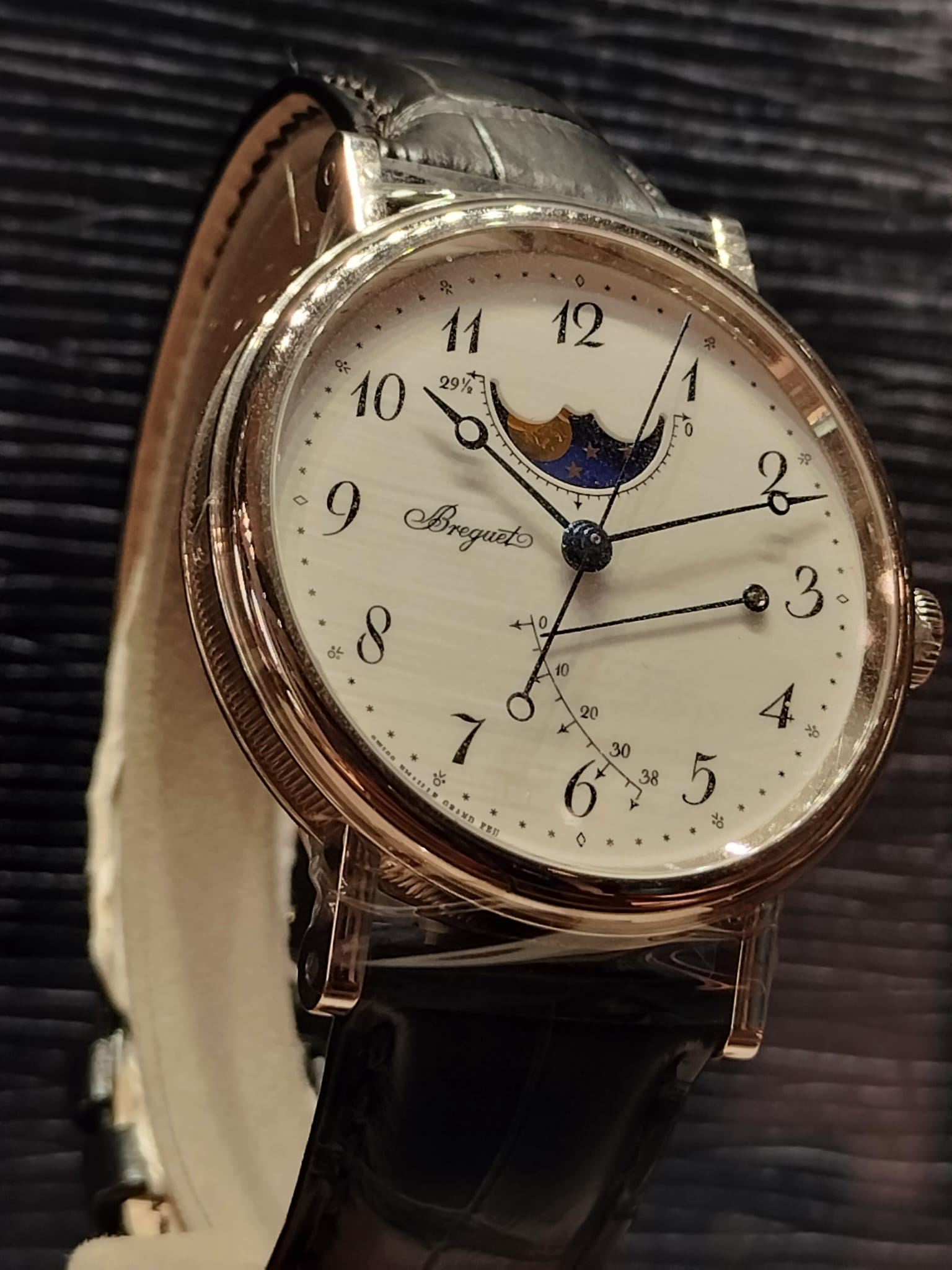
Breguet ref. 7787, con fasi luna e riserva di carica.

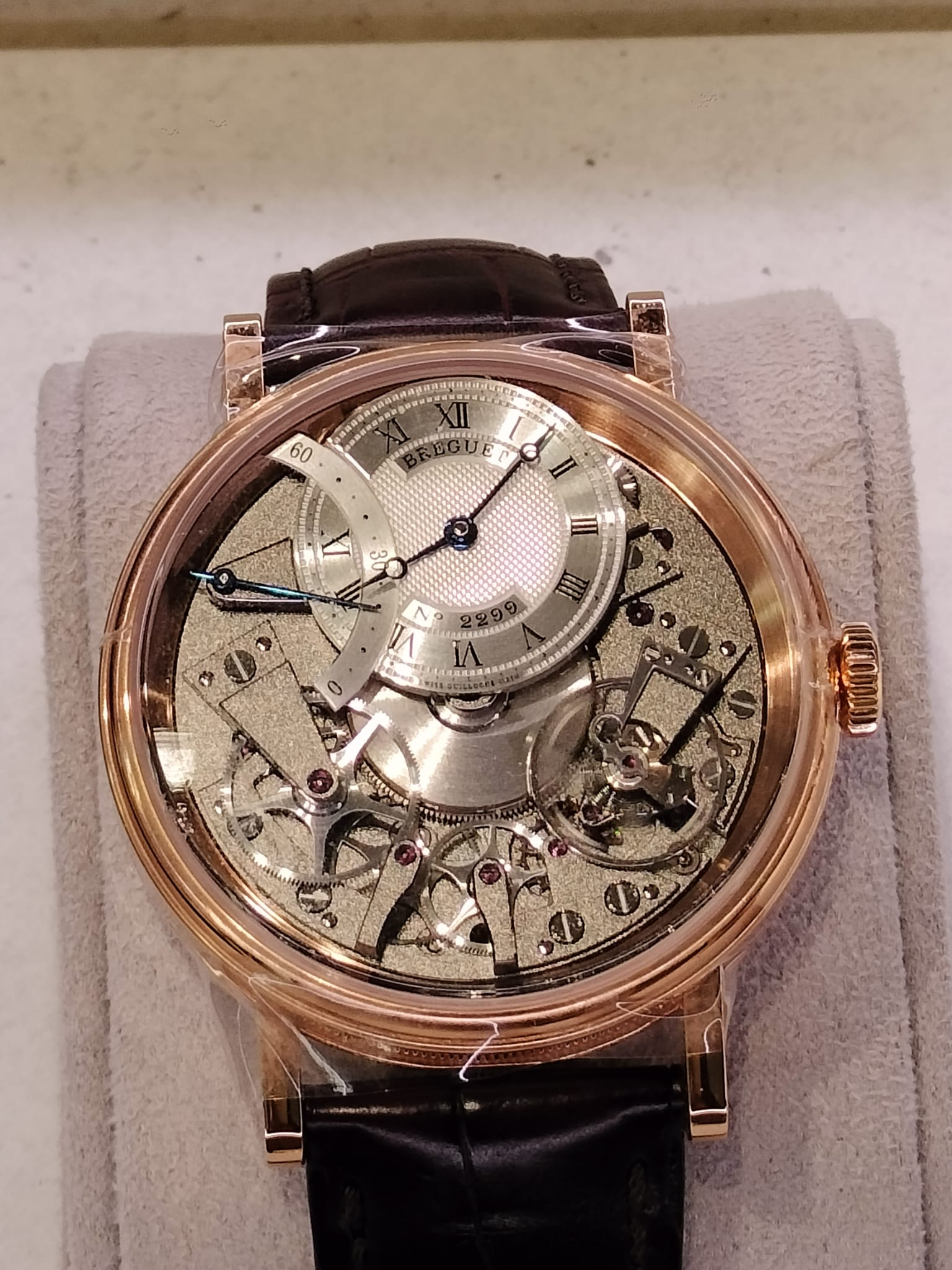
Breguet Tradition ref. 7097, con secondi retrogradi ad ore dieci. Il modello originario di questa collezione è stato presentato nel 2005.

La storia della casa orologiera è strettamente connessa a quella del suo fondatore, Abraham-Louis Breguet, definito il Leonardo da Vinci dell'orologeria. La Maison Breguet, che riuniva i migliori lavoratori d'Europa, venne fondata nel 1775 e la sua prima sede fu stabilita a Parigi, in Quai de l'Horloge, sulle rive della Senna, che apparteneva alla famiglia de Polignac, grazie al recente matrimonio in una ricca famiglia della borghesia e all'aiuto dell'abate Marie, suo amico e protettore. Nonostante la giovane età, riuscì ad affermarsi piuttosto rapidamente, conquistando clienti illustri, tra cui la regina Maria Antonietta, la quale acquistò dal suo orologiaio di fiducia innumerevoli creazioni. Proprio per la regina di Francia, sua amica e cliente fino alla tragica morte, creò l'orologio n° 160, che successivamente venne indicato con l'appellativo "Marie Antoinette", tuttora considerato tra i più pregevoli e complessi orologi del mondo. Nel 1786, apparve la lavorazione guilloché sui quadranti dei suoi segnatempo.
Il 1789 vide lo scoppio della rivoluzione francese e l'aggravarsi della situazione anche per Breguet, che all'inizio del periodo del Terrore, essendo stato in intimo e fedele contatto con la corte, preferì rifugiarsi in Svizzera da controrivoluzionario, trasferendovi anche l'azienda. Rientrato in Francia dopo la caduta di Robespierre e l'instaurazione del Direttorio, perfezionò i suoi prodotti introducendo molte innovazioni: tra di esse spicca lo scappamento a tourbillon, che migliora sensibilmente la precisione dell'orologio annullando gli attriti dovuti all'attrazione gravitazionale. Esso fu oggetto di studio da parte dell'orologiaio dal 1795 al 1800, e ottenne il brevetto nel 1801. A partire dal 1812, apparvero i primi quadranti decentrati: celebre fu il modello da tasca 3833.
Grazie ai favori di Maria Antonietta, la sua migliore sostenitrice che lo aveva sempre consigliato alle personalità più influenti del regno e ai suoi ospiti più illustri, e nonostante la rivoluzione di cui era stato sostenitore entusiasta ma ripudiò per sempre quando scosse la Francia, era ormai noto e stimato in tutte le grandi corti d'Europa, come Spagna, Inghilterra e Russia, e oltre. Nel 1807, prese il figlio maggiore Antoine-Louis Breguet in piena collaborazione, dopo averlo fatto studiare con il suo vecchio amico, John Arnold, a Londra, e da quel momento l'azienda divenne nota come Breguet et Fils. Dopo la morte del fondatore il 17 settembre 1823, l'azienda passò nelle mani del figlio, e nel 1833 del nipote Louis Breguet.
Negli anni compresi fra le due guerre mondiali, una grave crisi colpì la manifattura, anche a causa della situazione economica mondiale dovuta alla crisi del 1929 e agli anni della grande depressione che seguirono, il che ebbe anche delle ripercussioni sul livello qualitativo degli orologi prodotti. La Maison Breguet ne uscì solo verso gli anni cinquanta, ma da quel momento perse la propria autonomia: rilevata da Chaumet prima, che ne promosse il rilancio, ebbe la fortuna di avere Daniel Roth come direttore creativo, prima che quest'ultimo aprisse una casa orologiera indipendente. Proprio in quel periodo, verso metà degli anni ottanta, con un lento ma progressivo rilancio dell'orologeria meccanica, venne presentato il calendario perpetuo ref. 3310. Nello stesso periodo venne proposta anche la ref. 3130: un orologio con riserva di carica, datario e fasi lunari che richiama l'estetica dello storico segnatempo da tasca Breguet n° 5 risalente all'Ottocento.
Alla fine degli anni ottanta, la Breguet finì nelle mani di Investcorp, un fondo del Bahrain. In quel periodo venne riproposto, in versione da polso, il cosiddetto "Cinesino", ref. 3330, ispirato al 3833 dell'Ottocento. Contemporaneamente, la Breguet propose su un orologio da polso l'invenzione che lo rese celebre: il tourbillon. Fu così che nacque la referenza 3350, curata nello sviluppo sempre da Daniel Roth.
Nel 1992, Investcorp acquistò anche Nouvelle Lemania, così ribattezzata dopo il buyout degli anni ottanta che aveva portato Lemania a fuoriuscire dalla holding SSIH, Omega/Tissot. Lemania fornì alla Breguet alcuni movimenti, come il Lemania 1350, da incassare nel modello Type XX di fine anni novanta, o il Lemania 2310 sulla ref. 3230.
Nel 1999, il Group Horloger Breguet e Lemania entrarono a far parte del Gruppo Swatch, nato dall'unione di SSIH con ASUAG, la holding, tra le altre, di Longines, occupando la posizione di vertice nella struttura del gruppo. Con l'acquisto da parte della Breguet, Lemania rientrò nel gruppo orologiero da cui era fuoriuscita negli anni ottanta.
Nel 2004, venne introdotto un nuovo calendario perpetuo, la ref. 5327, sostituita dalla moderna 7327 nel 2023, con numerose novità estetiche come la sostituzione dell'indicazione dei mesi e la differente impostazioni del lunario.
Nel 2005, la Breguet presentò il modello Tradition (ref. 7097), tutt'oggi in collezione, con quadrante scheletrato che riprende l'estetica di un vecchio movimento di un Breguet da tasca dell'Ottocento (chiamato "Souscription"), facilmente riconoscibile per via della simmetria delle proprie forme. Una differenza fondamentale rispetto al modello da cui prende spunto è la presenza di un rotore per la ricarica automatica.
Nel 2010, Nouvelle Lemania venne definitivamente assorbita dalla Breguet e iniziò a produrre movimenti esclusivamente per questa maison. Recentemente è stato rivisitato anche il "Cinesino", con la ref. 7337.

## Lo stile Breguet
Lo stile degli orologi Breguet è caratterizzato da una serie di segni distintivi, sempre presenti dagli albori dell'attività, che consentono il riconoscimento dei pezzi. Essi sono:
- Il quadrante rabescato lavorato à guilloché, introdotto nel 1786. I quadranti Breguet soggetti a questa lavorazione sono solitamente in oro massiccio argentato o in madreperla.
- Le lancette dalla caratteristica forma "à pomme", disegnate nel 1783, realizzate in acciaio brunito. Esse figurano, assieme alla firma di Abraham-Louis Breguet il logo dell'azienda.
- Taluni orologi, specie quelli con quadrante in smalto, presentano le cifre arabe Breguet. In questo caso, esse sono abbinate a stelline che indicano i minuti, piccoli fiordalisi stilizzati ad indicare le frazioni di cinque minuti, rombi svuotati al 12, al 3, al 6 e al 9.
- Le scanalature della cassa.

Breguet introdusse poi degli accorgimenti per evitare la contraffazione.

## Breguet e le complicazioni
Breguet si caratterizza per la qualità tecnica dei propri meccanismi, tutti rigorosamente meccanici. A differenza di altre case orologiere pure importanti e pure d'alta gamma, Breguet ha sempre prodotto, accanto ai modelli "solo tempo", anche orologi complicati e pluricomplicati, producendo tutte le tipologie di complicazioni oggi esistenti.

## Modelli
Breguet produce modelli da polso, da tasca e anche piccole pendole da tavolo. Fra esse ricordiamo la "pendola simpatica", la quale contiene un apposito alloggio per un orologio da polso che, una volta inserito in quella sede viene mantenuto in carica e sincronizzato con la pendola stessa.
Gli orologi da polso prodotti da Breguet possono essere ascritti alle seguenti tipologie:
- Type XX-Type XXI: modelli sportivi, sono cronografi ispirati agli orologi prodotti per l'aeronautica francese a partire dagli anni cinquanta. Si distinguono la linea Aeronavale e la linea Transatlantique: la seconda è dotata di datario. Il Type XX si caratterizza per la funzione "Retour en voul" (o flyback). Il Type XXI, presenta una cassa di dimensioni maggiori.
- Heritage: serie che include i modelli "di forma", con cassa tonneau.
- Marine: serie caratterizzata da una commistione di elementi tradizionali, quali la forma della cassa o la lavorazione del quadrante, ed innovativi, come i cinturini in caucciù e l'impiego dell'acciaio. Oltre ai modelli "solo tempo", nella serie Marine si annoverano anche modelli equipaggiati con tourbillon, l'"Hora Mundi" e cronografi, tra i quali ricordiamo il più piccolo movimento cronografico automatico al mondo.
- Reine de Naples: linea di orologi-gioiello da donna. Tempestati di diamanti, si caratterizzano per una cassa ovoidale e per l'indicazione dell'ora decentrata. Alcuni modelli sono dotati di indicazione delle fasi lunari e della riserva di carica. Dal punto di vista del design, il Reine de Naples deriva direttamente dall'orologio prodotto nel 1807 da Breguet per l'allora regina di Napoli, Carolina Murat, che vanta il primato di essere stato il primo orologio da polso da donna mai realizzato.
- Tradition: gli orologi che fanno capo a questa linea si ispirano ai modelli realizzati da Breguet dietro sottoscrizione. Pur non essendo considerabili come modelli "squelette", si caratterizzano per lasciar scoperto alla vista il meccanismo.
- Classique: questa collezione incarna i tradizionali valori tecnici ed estetici della Maison, improntati ad un estremo classicismo e ad una raffinata ed elegante sobrietà. Possono talora essere equipaggiati con complicazioni, in particolare la riserva di carica, l'indicazione delle fasi lunari, lo svegliarino, il cronografo, anche con funzione rattrapante.
- Classique complication: da un punto di vista estetico, questi orologi rispecchiano in tutto e per tutto le caratteristiche della serie "Classique", tuttavia sono caratterizzati dalla presenza di diverse complicazioni di alto livello, solitamente abbinate tra loro, quali la ripetizione minuti, il tourbillon, calendario perpetuo, e anche di complicazioni di più semplice realizzazione. Tra essi un posto di rilievo spetta al "doppio tourbillon". Si inserisce in questa collezione la recente realizzazione "Reveil musical", uno svegliarino con carillon azionabile a comando che sfrutta un innovativo meccanismo brevettato, in cui al classico cilindro della suoneria è sostituito un disco rotante, collocato al di sotto del quadrante (il quale, quindi, parimenti ruota durante l'esecuzione della melodia) ed animato da uno scappamento, confinato all'interno di un campo magnetico.

Molti di questi orologi sono disponibili anche in versioni gioiello, tempestate di pietre preziose.

## Anni recenti
Negli ultimi anni, Breguet ha iniziato a produrre anche gioielli e penne, queste ultime realizzate in collaborazione con l'azienda specializzata Montegrappa. Queste collezioni annoverano molti orologi gioiello: ad esse poi si affiancano sfarzose creazioni speciali. Per la clientela maschile sono prodotti inoltre gemelli da polso. Le penne sono in argento e, presentate in un cofanetto di legno, ripropongono segni distintivi e lavorazioni tradizionali dei prodotti della Maison.

## I clienti di Breguet
Abraham-Louis Breguet prima e l'azienda da lui fondata dopo ha avuto modo di fornire orologi a personaggi di spicco della storia e dell'arte. Fra essi si annoverano:
- Maria Antonietta, regina di Francia
- Luigi XVI, suo consorte
- Luigi Filippo II di Borbone-Orléans
- Joseph-François Marie
- Napoleone Bonaparte, imperatore dei francesi
- Giuseppina di Beauharnais, sua consorte
- Elisa Bonaparte, sorella di Napoleone
- Maria Luisa d'Asburgo-Lorena, seconda moglie di Napoleone
- Carolina Murat, regina di Napoli
- Arthur Wellesley, duca di Wellington
- Alessandro I, zar di tutte le Russie
- Giorgio III, re d'Inghilterra
- Giorgio IV, re d'Inghilterra
- Federico Guglielmo II, re di Prussia
- Antonio Pasquale di Borbone-Spagna
- Carlo Maria Isidoro di Borbone-Spagna
- Ferdinando VII, re di Spagna
- Charles-Maurice de Talleyrand-Périgord
- Luigi XVIII, re di Francia
- Carlo X, re di Francia
- Gioacchino Rossini
- Winston Churchill
- Fuad I, re d'Egitto
- Sergej Rachmaninov
- Ettore Bugatti